# پرستاری
پرستاری (به انگلیسی: Nursing) تخصصی در حوزهٔ مراقبت سلامت است که «علم و هنرِ مراقبت و تمرکز بر حفاظت، ایستایی و ارتقای سلامتی و صحت عملکردهای بدن انسان را در هم می‌آمیزد، موجب جلوگیری بیماری‌ها و جراحات می‌شود، درمان را آسان می‌کند و با حضور دلسوزانه‌اش درد و رنج را تسکین می‌بخشد.» پَرَستار (به انگلیسی: Nurse) در زمینه اصول علمی و مهارت‌های حرفه‌ای مراقبت سلامت، درمان و آموزش پزشکی بیماران تحصیل کرده و در آن مهارت دارد.
پرستاران در تخصص‌های گوناگونی فعالیت می‌کنند و بیشترین اجزای محیط درمانی را تشکیل می‌دهند. مشکلِ کمبودِ پرستارانِ آموزش‌دیده در بسیاری از کشورها دیده می‌شود. پرستاران برای ارتقای کیفیت زندگیِ مددجو، برنامه‌ریزی می‌کنند و با پزشکان، درمان‌گران، خودِ بیمار، خانوادهٔ بیمار و دیگر اعضای مربوط به درمان همکاری دارند.
در گذشته به تمام مراقبین بیماران و ناتوانان پرستار می‌گفتند ولی امروزه پرستار فردی است که دارای تحصیلات دانشگاهی در این زمینه است. در ایران پرستارانی در مقاطع تحصیلی کارشناسی، کارشناسی ارشد و دکترای پرستاری وجود دارند. رشته‌های جدیدی در مقطع کارشناسی ارشد با مبنای پرستار وظیفه‌مدار راه‌اندازی شده است، همچنین آموزش مداوم پرستاران با همکاری سازمان نظام پرستاری در کل ایران عملیاتی شده است.
پرستار در مراکز درمانی مانند بیمارستان، درمانگاه یا مطب عضوی از تیم درمانی است. در ایران سازمان نظام پرستاری به عنوان سازمان صنفی پرستاران می‌باشد. پرستاران می‌توانند مؤسس مراکز مشاوره و ارائه خدمات پرستاری در منزل باشند.
براساس استانداردها، می‌بایست تعداد پرستاران سه برابر تعداد پزشکان یا دو برابر تعداد تخت‌های بیمارستانی باشد یا در ازای هر هزار نفر جمعیت، سه پرستار وجود داشته باشد. همچنین استانداردهای جهانی نشان می‌دهد در بخش داخلی و جراحی، هر ۴ تا ۶ بیمار باید یک پرستار داشته باشند (که در ایران، هر ۱۲ بیمار یک پرستار دارند (۱۳۸۹)).

## پیشینه

### دوران پیشامدرن
تاریخ‌نگارانِ پرستاری با این چالش مواجه اند که کدام از دسته از مراقبت‌های مردمان قدیم از زخمی‌ها و بیماران را «پرستاری» محسوب کنند. مثلاً در «مجموعهٔ بقراط» (Hippocratic Corpus) مربوط به سدهٔ پنجم میلاد از مراقبت‌هایی حرفه‌ای و بررسی وضعیت بیماران توسط «خدمتکارانِ» مَرد سخن به میان آمده که فعالیت‌های ایشان را می‌شود معادلی کهن بر آنچه امروزه «پرستاری» نامیده می‌شود دانست. در حدود ۶۰۰ سال پیش از میلاد در هندوستان، در کتاب سوشروتا سمهیتا، کتاب سوم، فصل پنجم در مورد نقش پرستار گزارش شده است که «قسمت‌ها یا اعضای گوناگون بدن همان‌طور که پیشتر ذکر شد به مانندِ پوست، نمی‌توانند به درستی توسط کسی که در کالبدشناسی خبره نیست توصیف شوند. از این رو، هر کسی که مایل به کسب دانش کامل در کالبدشناسی است، باید جسدی را آماده کند و با کالبدشکافی و بررسی قسمت. های مختلف آن، به دقت مشاهده کند.»
در اروپای سده‌های میانه، گاهی اعضای فِرَقِ مذهبی مانند راهبان و راهبگان خدماتِ پرستارگونه‌ای ارائه می‌کردند. نمونه‌های مشابهی در مسیحیت، اسلام و بودیسم وجود دارد. فیبه که نامش در رومیان ۱۶ آمده در بسیاری از منابع به عنوان «نخستین پرستار مراجعه‌کننده» توصیف شده است. این سنن مسیحی در ساختاربندی اخلاق حرفه‌ایِ پرستاریِ مدرن نقش داشته‌اند. این ریشه‌های مذهبی در پرستاری برخی کشورها هنوز هم باقی مانده‌اند مثلاً در پادشاهی متحده همچنان برای نامیدنِ پرستار ارشد (senior nurse) از لفظِ «خواهر» (sister) استفاده می‌کنند.

### سدهٔ نوزدهم میلادی

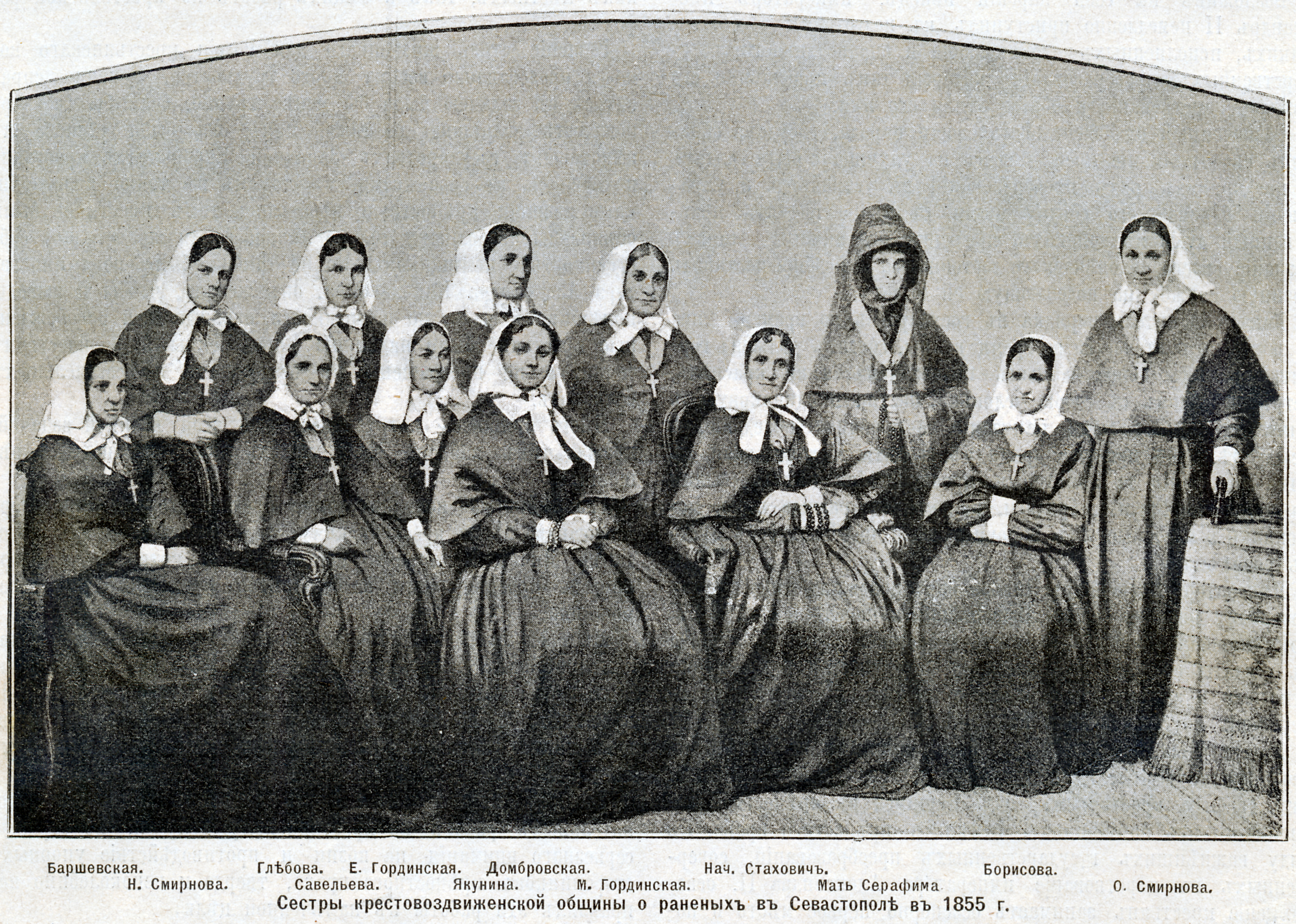
خواهران روسی «رحمت» در کریمه، ۱۸۵۵–۱۸۵۴

در طول جنگ کریمه، «دوشس اعظم النا پاولونا» (Grand Duchess Elena Pavlovna) از زنان خواست تا برای یک سال خدمت در بیمارستان‌های نظامی، به «صلیب تعالی» (Krestodvizhenskaya Obshchina) بپیوندند. نخستین گروه از بیست و هشت «خواهر» به سرپرستی الکساندرا پترونا استاخوویچ، مدیر نظم، در اوایل نوامبر ۱۸۵۴ به کریمه رسید.

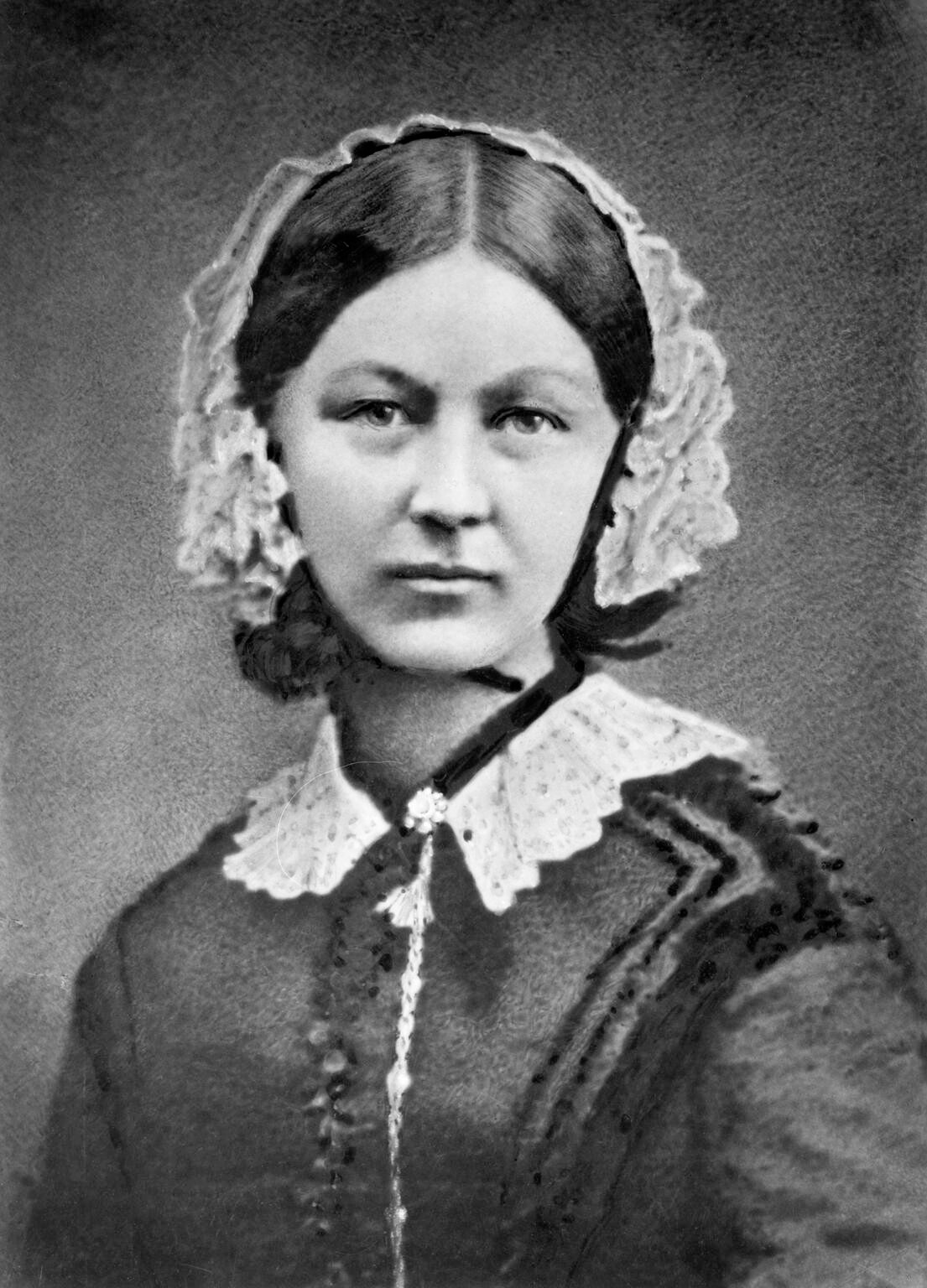
فلورانس نایتینگل شخصیتی تأثیرگذار در توسعه پرستاری مدرن بود. زمانی که نایتینگل در جنگ کریمه به کار گرفته شد، هیچ لباسی ساخته نشده بود. نایتینگل که اغلب به عنوان اولین نظریه‌پرداز پرستار در نظر گرفته می‌شود، سلامت را با پنج عامل محیطی مرتبط می‌داند: ۱-هوای خالص یا تازه، ۲-آب خالص، ۳-زهکشی کارآمد، ۴-تمیزی، و ۵-نور، به‌ویژه نور مستقیم خورشید. کمبود در این پنج عامل منجر به کمبود سلامت یا بیماری می‌شد. نقش پرستاری و آموزش، ابتدا توسط نایتینگل تعریف شد.

فلورانس نایتینگل پایه‌های پرستاری حرفه‌ای را پس از جنگ کریمه، در پرتویِ مطالعهٔ آماریِ جامعی که دربارهٔ بهداشت در هند انجام داده بود پایه‌گذاری کرد و این او را به تأکید بر اهمیتِ بهداشت واداشت. پس از ۱۰ سال اصلاحات بهداشتی، در سال ۱۸۷۳، نایتینگل گزارش کرد که مرگ و میر در میان سربازان در هند از ۶۹ به ۱۸ در هر ۱۰۰۰ کاهش یافته است.: 107 
نایتینگل باور داشت که پرستاری، یک آزادی و رسالتِ اجتماعی برای زنان است. او معتقد بود که هر زنِ تحصیل‌کرده می‌تواند به بهبودِ مراقبت از بیمار یاری برساند. «یادداشت‌های پرستاریِ» او (۱۸۵۹) فراخوانی همگانی برای اقدام بود. الگوی آموزش پرستاری نایتینگل منجر به اتصال یکی از اولین دانشکده‌های پرستاری به بیمارستان و دانشکده پزشکی شد. این اتصال پس از سال ۱۸۷۰ به‌طور گسترده در اروپا و آمریکای شمالی گسترش یافت.
نایتینگل پنج عامل را نام می‌بُرد که به پرستارانی که در زمان او در میان بهداشت نامناسب و آموزشِ اندک کار می‌کردند، کمک کرد. این عوامل شاملِ ۱-هوای تازه، ۲-آب تمیز، ۳-سیستم زهکشی فعال، ۴-تمیزی، و ۵-نورِ خوب بودند. نایتینگل معتقد بود که محیطِ کارِ تمیز در مراقبت از بیماران مهم است. در سدهٔ نوزدهم، این نظریه برای کمک به بیمارانْ ایده‌آل بود و راهنمای پرستاران بود تا محیط اطراف بیمار را برای بهبود سلامت خود تغییر دهند.
توصیه‌های نایتینگل بر اساس موفقیت‌های «پزشک‌وارگان» جامائیکایی مانند مری سیکول است که همچون نایتینگل در جنگ کریمه خدمت کردند. سیکول در سدهٔ نوزدهم در کریمه، آمریکای مرکزی و جامائیکا، به استفاده از گیاهان را در شفای سربازان مجروح و کسانی که از بیماری‌ها رنج می‌بردند، انجام داد. پیشینیانِ او در سدهٔ هجدهم به عنوان حکیم و شفادهنده در مستعمرهٔ جامائیکا موفقیتِ زیادی کسب کرده بودند و از ایشان مادرِ سیکول (خانم گرانت)، سارا آدامز، کوبا کورنوالیس و گریس دان، معشوقه و پزشک ثروتمندترین کشاورز جامائیکا، سیمون تیلور بودند.
از دیگر پرستارانِ مؤثر در پیشرفت‌دادنِ این حرفه می‌توان به موارد زیر اشاره کرد:
1. اَگنِس هانت اهل شراپ‌شر، نخستین پرستار ارتوپد
2. والری دو گاسپارین با همسرش آگنور دو گاسپارین، نخستین دانشکدهٔ پرستاری جهان را در لوزانِ سوئیس افتتاح کرد.
3. اگنس جونز، رژیم آموزشی پرستاری را در درمانگاه براونلو هیل در لیورپول، در سال ۱۸۶۵ ایجاد کرد.
4. لیندا ریچاردز، مدارس پرستاری را در ایالات متحده و ژاپن تأسیس کرد و رسماً نخستین پرستار حرفه‌ای در ایالات متحده بود که در سال ۱۸۷۳ از «بیمارستان زنان و کودکان نیوانگلند» در بوستون فارغ‌التحصیل شد.
5. کلارا بارتون یک معلم، کارمند ثبت اختراع، پرستار و انسان‌گرای پیشگام آمریکایی و بنیانگذار صلیب سرخ آمریکا بود.
6. ماریان کوپه، شماری از نخستین بیمارستان‌های عمومی را در ایالات متحده افتتاح و راه‌اندازی کرد و استانداردهای پاکیزگی را ایجاد کرد که بر توسعه سیستم بیمارستانی آمریکا تأثیر گذاشت.[۲۶]

بخش‌های صلیب سرخ که پس از تأسیس کمیته بین‌المللی صلیب سرخ در سال ۱۸۶۳ ظاهر شدند، فرصت‌های شغلی و حرفه‌ای‌شدن را برای پرستاران ارائه کردند (علی‌رغم مخالفت‌های اولیهٔ نایتینگل). برخی از فرقه‌های کاتولیک، بیمارستان‌هایی ساختند و خدمات پرستاری را در این دوره ارائه کردند. جنبش «شماس مدرن» در سال ۱۸۳۶ در آلمان آغاز شد و در عرض نیم سده، بیش از ۵۰۰۰ شماس در اروپا ظاهر شدند.
استفاده رسمی از پرستاران در ارتش، در نیمه دوم سده نوزدهم آغاز شد. پرستاران در جنگ اول بوئر، جنگ انگستان-مصر (۱۸۸۲) و نهضت مهدیون، وظیفه را انجام دادند.

### سدهٔ بیستم

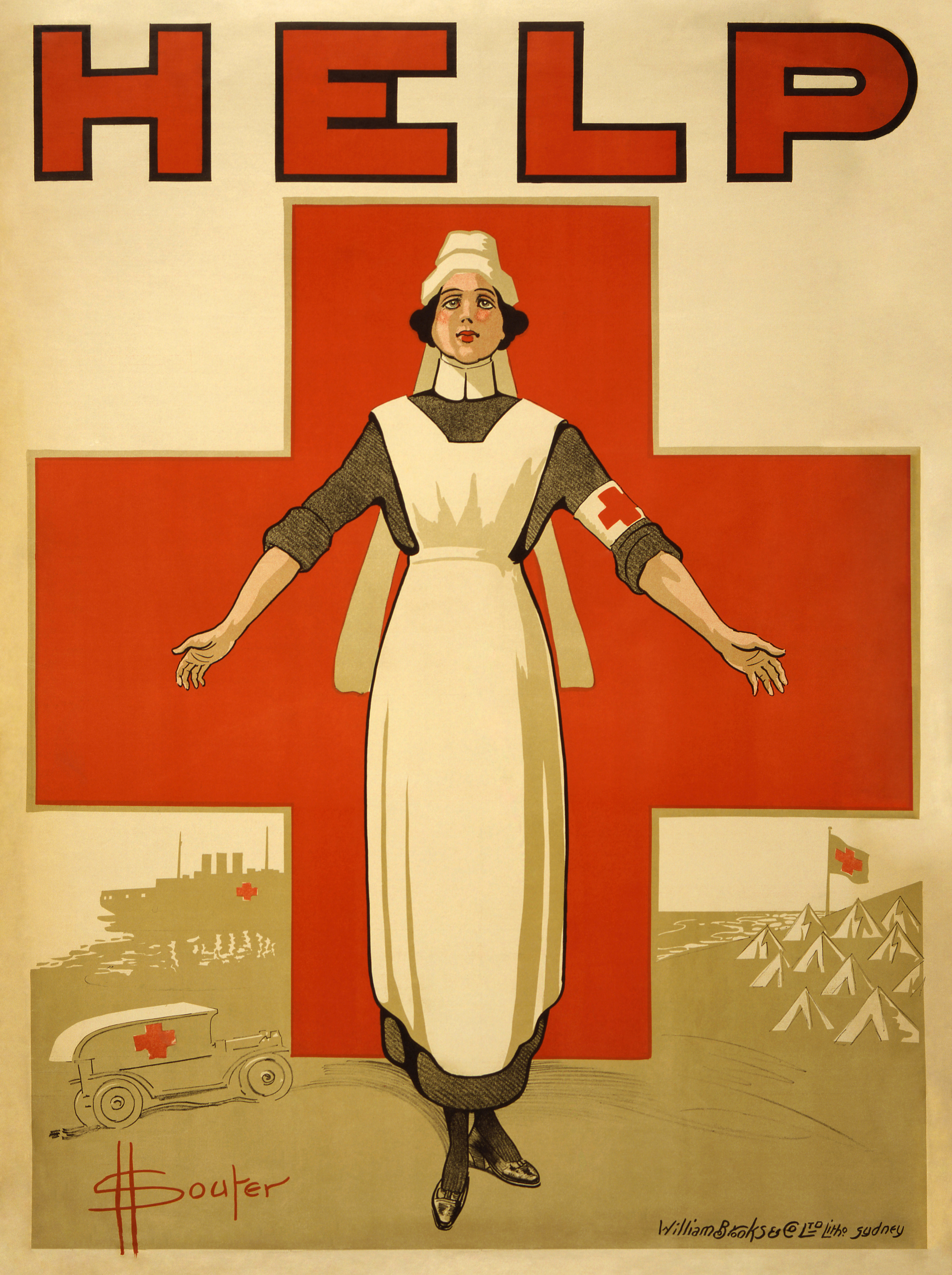
یک پوستر استخدام پرستاران استرالیایی معاصر با جنگ جهانی اول

در سدهٔ نوزدهم تا اوایل سدهٔ بیستم میلادی، پرستاری به همان نسبت که پزشکی شغلی مردانه محسوب می‌شد، شغلی زنانه به حساب می‌آمد. در نتیجهٔ پیدایشِ توقعات مربوط به برابری جنسیتی در محیط کار که در اواخر سدهٔ بیستم مطرح شدند، پرستاری تبدیل به شغلی خنثی از لحاظ جنسی شد هرچند البته همچنان تا سدهٔ ۲۱اُم، شمار پرستارانِ مَرد از پزشکانِ زَن هم کمتر بود.
آموزشِ بیمارستان‌محور در دههٔ ۱۹۰۰ در آمریکا با تأکید بر تجربهٔ عملی تبدیل به استاندار شد. مدارسِ نایتینگل‌مسلک کم‌کم محو شدند. بیمارستان‌ها و پزشکان، زنانِ پرستار را به عنوان نیروی کارِ ارزان یا حتی رایگان می‌دیدند. استثمارِ پرستاران توسط کارفرمایان، پزشکان و ارائه‌دهندگان آموزش، کاری غیر معمول نبود.
پرستاران در جنگ جهانی اول فعالیت بسیاری داشتند اما این حرفه دوباره در جنگ جهانی دوم تغییر کرد. پرستارانِ بریتانیاییِ عضور «ارتش پرستاران» بخشی از هر کدام از مستعمراتِ آن‌وَرِآبی و برون‌مرزی بودند. پرستاران، بیش از هر شغلِ دیگری برای خدمت در نیروهای زمینی و دریایی ایالات متحده داوطلب می‌شدند. نازی‌ها تقریباً ۴۰٬۰۰۰ نفر از «پرستارانِ قهوه‌ایِ» خود را داشتند. دو جین از پرستاران آلمانی صلیب سرخ، نشان صلیب آهنین را جایزه گرفتند.
توسعه مقاطع کارشناسی و کارشناسی ارشدِ پرستاری، پس از جنگ صورت گرفت. پژوهش‌های پرستاری و تمایل به انجمن و سازماندهی، منجر به تشکیلِ تَشَکُّل‌های حرفه‌ای و مجلاتِ دانشگاهی شد. پرستاری به عنوان یک رشته دانشگاهیِ متمایز شناخته شد که در ابتدا وظیفه تعریف مبنای نظری برای فعالیت‌های پرستاران را بر عهده داشت.

#### کاستی‌ها
پرستاران در سراسر جهان، به ویژه در آسیای جنوب‌شرقی و آفریقا، معروف به دریافتِ حق‌الزحمهٔ اندک هستند. یک نظرسنجی جهانی توسط مکینزی اند کامپنی در سال ۲۰۲۲ نشان داد که بین ۲۸ تا ۳۸ درصد از پرستارانِ آمریکایی، بریتانیایی، سنگاپوری، ژاپنی و فرانسویِ پاسخ‌دهنده، گفته‌اند که احتمالاً نقش خود در مراقبت مستقیم از بیمار به عنوان پرستار را در آینده کنار می‌گذارند. پنج عامل اصلی که به گفتهٔ ایشان باعثِ ماندنشان می‌شوند عبارتند از:
- محیط کاری ایمن
- تعادل کار و زندگی
- مراقبت و اعتمادِ گروهی
- کار معنادار
- برنامهٔ کاری منعطف

دستمزد، در رتبهٔ هشتمِ این فهرست قرار گرفت. یک نظرسنجیِ آمریکایی در سال ۲۰۲۳ نشان داد که حدود ۳۰٪ به تَرکِ مراقبت از بیمار می‌اندیشند.

### پیشینه پرستاری در ایران

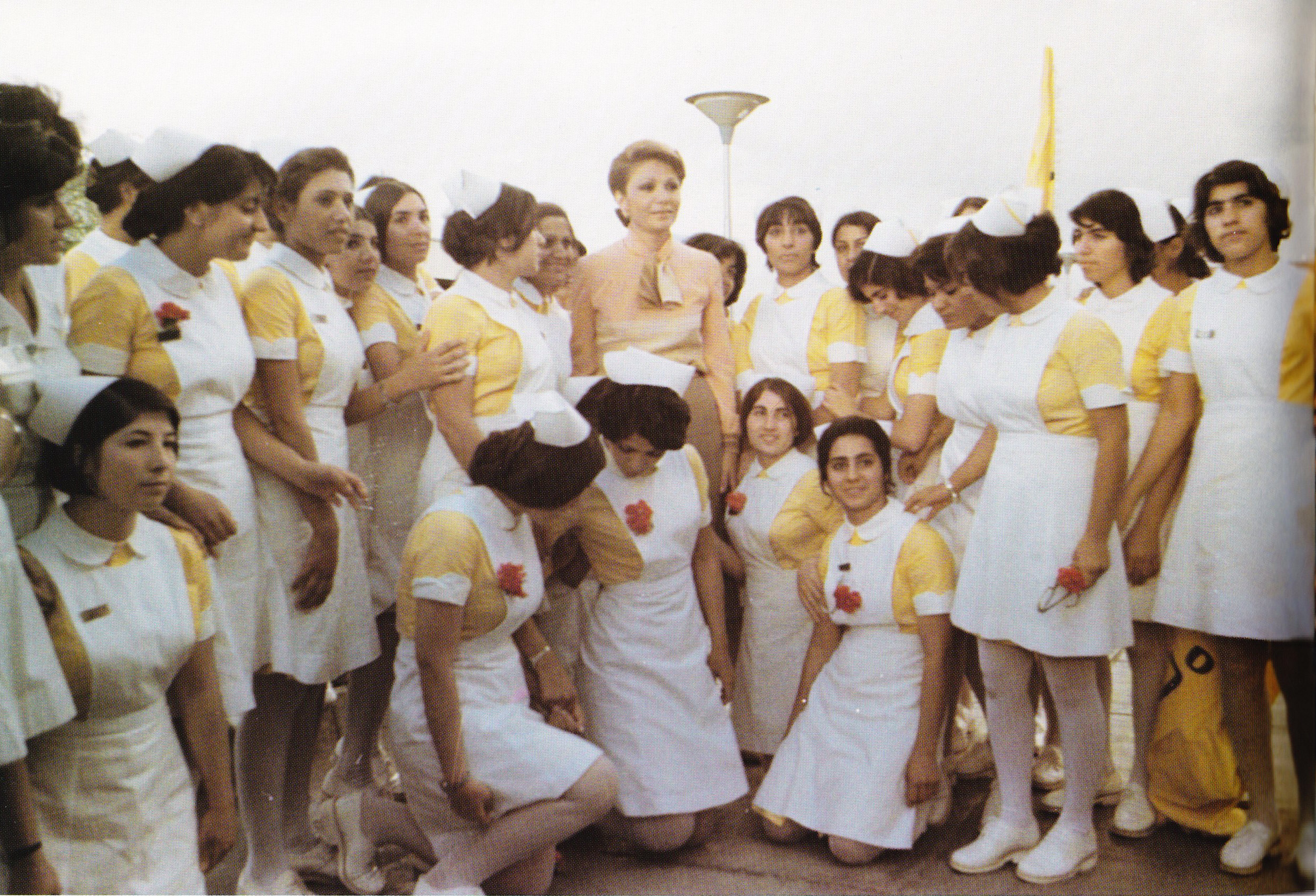
فرح پهلوی در میان پرستاران کرمانشاه در سال ۱۳۵۲

آموزش پرستاری در ایران، به‌خصوص برای زنان، همواره دچار مشکلاتی بوده است. به‌طور مثال تا دهه ۱۹۵۰ میلادی، آموزش پرستاری برای زنان در ایران یک تابوی اجتماعی محسوب می‌گردید.
نخستین موسسه‌ای که به زنان ایران آموزش پرستاری ارائه می‌داد بیمارستان پرزبترین آمریکاییان در تهران از سال ۱۸۹۳ بود. مدارس دیگری در رشت (۱۹۲۴)، همدان (۱۹۲۷)، و کرمانشاه (۱۹۳۱) سپس تأسیس گردیدند. در سال ۱۹۳۶ بود که دانشگاه‌های کشور همانند: ارومیه، تبریز و سپس تهران آموزش پرستاری مدرن را در ایران آغاز کردند. دانشگاه شیراز نیز کار خود را در سال ۱۹۳۷ آغاز کرد. مدیریت و تدوین دوره‌های این موسسات بنا بر درخواست وزارت آموزش عالی کشور تماماً بر عهده متخصصین پرستاری از آمریکا واگذار گردید.
در سال ۱۹۵۶، نخستین کنفرانس سراسری آموزش پرستاری در ایران برگزار گردید که بسیاری از سیاستگذاری‌های آتی را باعث شد.
۱۴ مؤسسه آموزش عالی به سال ۱۹۶۹ در ایران رشته پرستاری را ارائه می‌کردند، اما تنها دانشگاه شیراز دوره چهارساله پرستاری ارائه می‌داد. دانشگاه شیراز به ویژه در زمینه آموزش پرستاری در کشور پیشرو بود و نخستین دانشگاهی بود که به پرستاران پروانه حرفه‌ای اعطا می‌کرد. همچنین تنها در دانشگاه شیراز بود که آموزش پرستاری به زبان انگلیسی ارائه می‌گردید.

#### وضعیت پرستاری در ایران

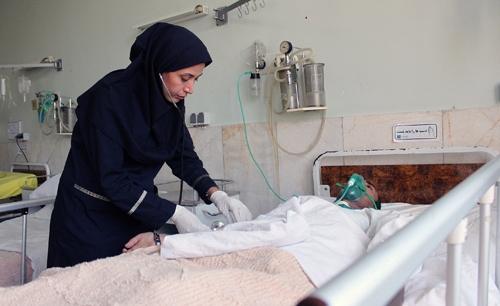
یک پرستار درحال بازبینی بیمار در ایران

مقام‌های روابط بین‌الملل سازمان نظام پرستاری در ایران می‌گویند سالانه بیش از ۱۰۰۰ پرستار ایرانی کشور را ترک می‌کنند. بیشتر پرستاران ایرانی به آمریکا، کانادا و استرالیا و امارات رفته و در آنجا حقوقی به مراتب بالاتر از ایران دریافت می‌کنند. کمترین حقوق پرستاران با کمترین میزان تحصیلات در آمریکا، ۵۲ تا ۵۵ هزار دلار در سال است و بالاترین آن ۱۸۶ هزار دلار در سال (چاپ‌در۱۳۸۹). بالاترین حقوق پزشک، ۶۶۵ هزار دلار در سال بوده و کمترین حقوق پزشک ۱۱۷ هزار دلار در سال (چاپ‌در۱۳۸۹). در همان کشورها، حقوق پرستاران نیز حداکثر ۱۸۶ هزار دلار در سال، یعنی به نسبتی حدود ۳ تا ۴ برابر، اما در ایران این اختلاف گاهی به ۴۰۰ برابر می‌رسد. بنا به اعتقاد برخی از پزشکان، کارانهٔ پزشکان در اجرا همیشه بالاتر از پرستاران بوده است و طبیعی است با افزایش تعداد بیماران، کارانهٔ آن‌ها نیز افزایش پیدا می‌کند؛ ولی چون کارانه پرستاران مقداری حداقلی است، افزایش بیماران نیز تغییر چندانی در حقوق آنها ایجاد نمی‌کند. در مقابل برخی پرستاران اعتقاددارند آنهایی که کمتر کار می‌کنند حقوق بیشتری می‌گیرند، ولی پرستاران از حداقل حقوق برخوردار می‌شوند. در راستای جبران کمبود پرستار در مراکز درمانی، مجوز استفاده از دانشجویان پرستاری ترم شش به‌بعد داده‌شده است. با این ترتیبات فشار کاری پرستاران نیز کاهش یابد. الزام شرکت‌ها به بیمه کردن پرستاران، عقد قرارداد شفاف و با اطلاع طرفین (پرستاران و شرکت‌ها) و ارائه نسخه سوم قرارداد به پرستاران، از الزامات استخدام شرکتی پرستاران است.
بنابر خبری در ۱۳۹۳/۰۷/۰۸ با عنوان «دیپلمه‌هایی که ۶ ماهه پرستار می‌شوند!»، محمد شریفی‌مقدم عضو شورای عالی نظام‌پرستاری، تربیت‌کمک‌پرستار به بهانهٔ رفعِ کمبود نیروی پرستاری در بیمارستان‌هارا، «ظلم» مضاعف در حق بیماران می‌داند و معتقد است در حالی که «دنیا به سمت پرستاری تخصصی و فوق تخصصی می‌رود، استفاده از افراد دیپلمه که‌بایک دوره‌آموزشی ۶ ماهه در مراکز درمانی حاضر می‌شوند، ظلم به بیماران است.» محمد شریفی‌مقدم همچنین می‌گوید، «به بهانه کمبود کادر پرستاری، سعی در احیای کمک پرستاری دارند، در حالی که موضوع تربیت کمک پرستار در اوائل دهه هفتاد یکبار مطرح شد که آن زمان با واکنش جامعه پرستاری مواجه گردید و منتفی شد.»
از سال ۱۴۰۱ و پس از دستور رهبر جمهوری اسلامی، طرح تعرفه گذاری خدمات پرستاری پس از وقفه حدود ۱۴ ساله در حالت اجرا قرار گرفت.

## تعاریف
بنابر تفسیرِ مرسوم، درحالی که پزشکان مشغولِ درمان داروییِ بیماران هستند، پرستاران بر خودِ مراقبت متمرکز اند. در بخش مراقبت‌های بهداشتی، این موضوع اغلب مبهم است و کار تشخیص حرفه‌ها را پیچیده می‌کند. اگرچه عملکرد پرستاران هم از نظر تخصصشان و هم در کشورهای مختلف متفاوت است اما سازمان‌های پرستاری به صورت کلی، تعاریف زیر را ارائه می‌دهند:
 پرستاری شامل مراقبت مستقل و مشارکتی از افراد در تمام سنین، خانواده‌ها، گروه‌ها و جوامع، بیمار یا سالم و در همه شرایط است. پرستاری شامل ارتقای سلامت، پیشگیری از بیماری و مراقبت از افراد بیمار، ناتوان و در حال مرگ است. حمایت، ترویج محیط امن، تحقیق، مشارکت در شکل‌دهیِ خط‌مَشیِ سلامت و مدیریتِ بیمار و سیستم‌هایِ سلامت و آموزش نیز از نقش‌های کلیدی پرستاری هستند. — شورای بین‌المللی پرستاران
پرستاری، به‌کارگیریِ سنجش بالینی است در ارائهٔ مراقبت برای توانمندساختنِ افراد برای بهبود، حفظ یا بازیابیِ سلامت، مقابله با مشکلات سلامتی، و دستیابی به بهترین کیفیت ممکن زندگی، فارغ از بیماری یا ناتوانی، تا زمان مرگ.— کالج سلطنتی پرستاری (۲۰۰۳)
پرستاری عبارت است از حفاظت، ارتقاء و بهینه‌سازیِ سلامت و توانایی‌ها، پیشگیری از بیماری و آسیب، کاهش رنج از طریق تشخیص و درمان پاسخ‌های انسانی و پشتیبانی از عَرضهٔ مراقبت‌های بهداشتی برای افراد، خانواده‌ها، جوامع و جمعیت.— انجمن پرستاران آمریکا
کارکردِ منحصربه‌فردِ پرستار، کمک به فردِ بیمار یا سالم در انجامِ آن دسته از فعالیت‌هایی است که به سلامتی یا بهبودی او (یا مرگِ کم‌دردترِ او) کمک می‌کند که اگر قدرت، اراده یا دانشِ لازم را داشت بدونِ کمک انجامشان می‌داد.— ویرجینیا اونل هندرسون

## پرستاری تخصصی

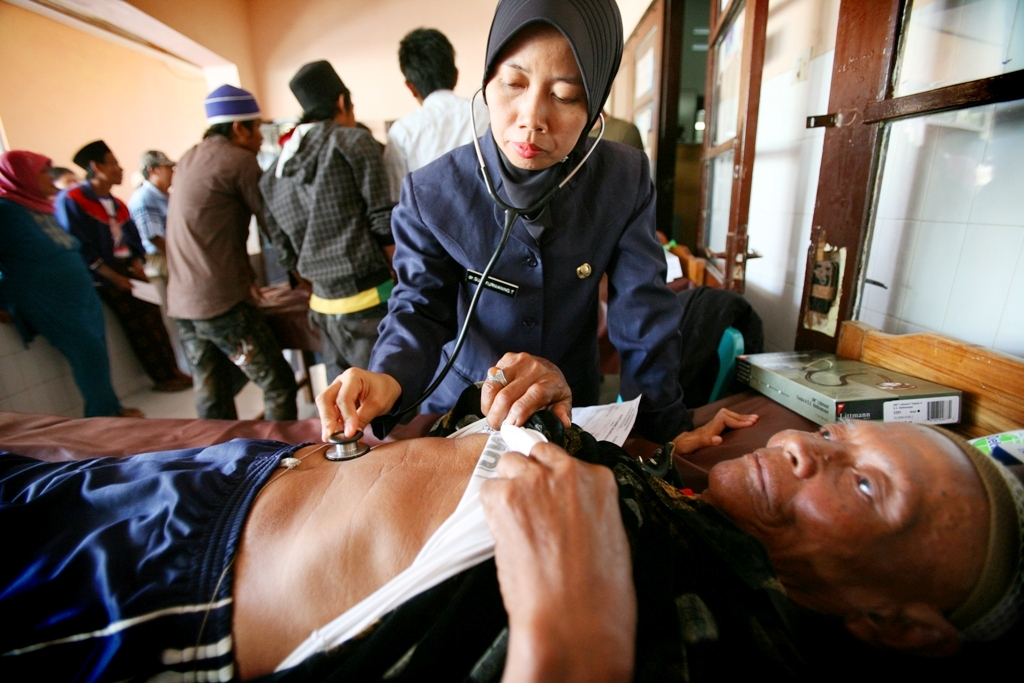
یک پرستار در اندونزی درحال بررسی وضعیت بیمار

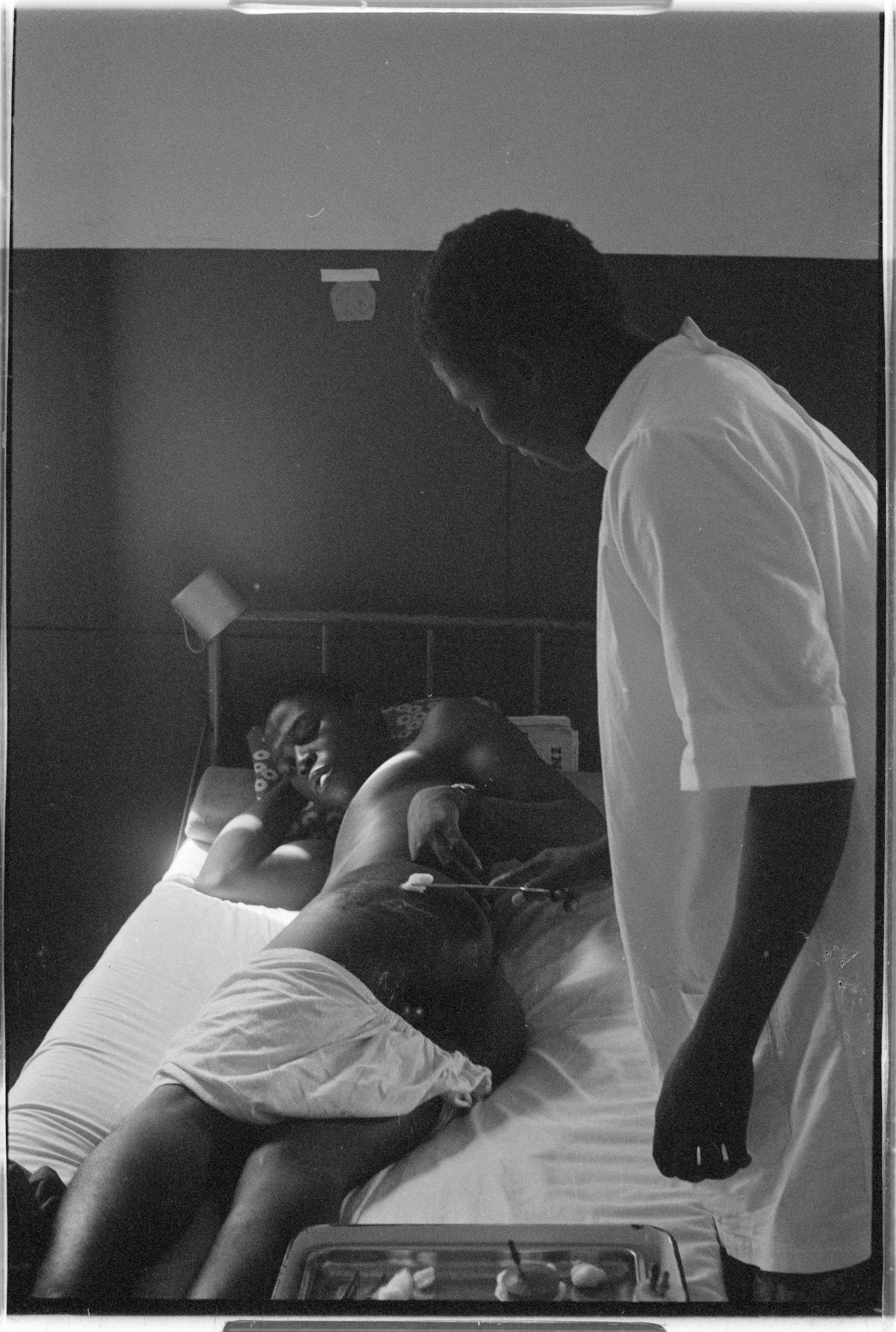
پرستاری در حال مراقبت از بیمار مبتلا به سوختگی در بیمارستانی مربوط به PAIGC در زیگینچور، ۱۹۷۳

فعالیت پرستاری نوعی قرارداد اجتماعی است که در آن، سازوکارهای حقوق و مسئولیت‌ها شفاف شده‌اند. تقریباً در همهٔ کشورها پرستاران براساس قانون نظام می‌یابند و ورودشان به این حرفه در سطح دولتی و ملی انجام کنترل می‌شود.
هدفِ جماعتِ/جامعهٔ جهانی پرستاران این است که پرستارانِ حرفه‌ای، مراقبتِ باکیفیت را تضمین کنند و در عین حال، اعتبار، قوانین اخلاقی، استانداردها و شایستگی‌های خود را حفظ کنند و به یادگیریِ خود ادامه دهند.
پرستاران، مراقبت‌های خود را شخصی‌سازانه بر اساسِ نیازهای بدنی، احساسی، روانی، فکری، روحی و اجتماعیِ مددجویان ارائه می‌کنند.
پرستاران معمولاً دارایِ یک یا چند مدرک رسمی هستند. نقش‌ها و مسئولیت‌ها از سطحِ تحصیلات پیروی می‌کنند. به عنوان مثال، در ایالات متحده، «پرستاران عملیِ دارایِ مجوز» (LPN) تحصیلات کمتری نسبت به «پرستاران ثبت نام شده» (RN) دارند و بر این اساس، دامنه فعالیت محدودتری دارند.

### تَکَثُّر

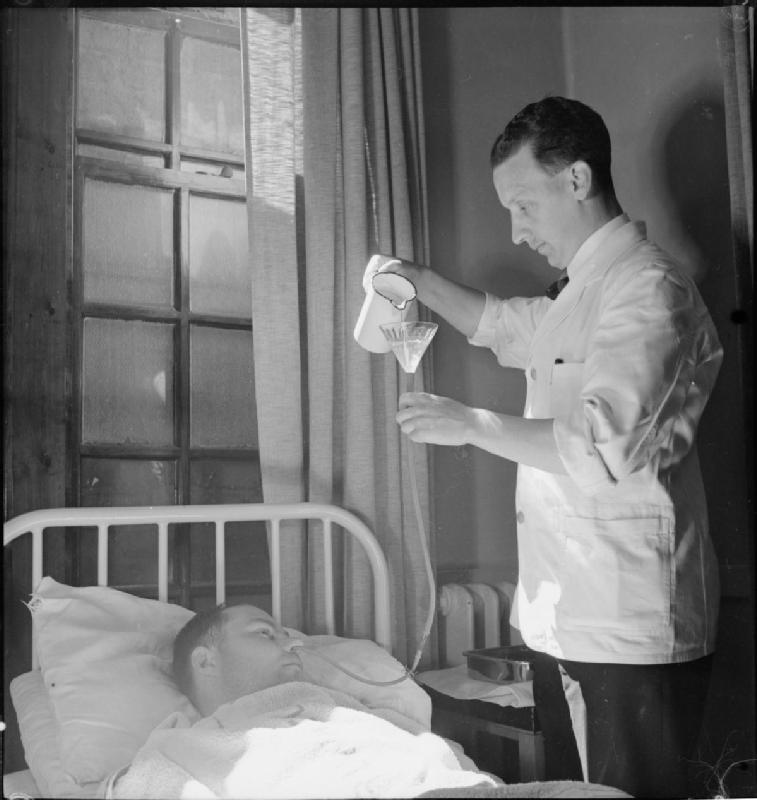
یک پرستارِ مرد در بیمارستان رانول، ویکفورد، اسکس، در سال ۱۹۴۳

در بیشتر کشورها، زنان در حرفهٔ پرستاری غالب اند. بر اساس نظرسنجی سازمان جهانی بهداشت در سال ۲۰۲۰، ۹۰٪ پرستاران دنیا،  بانو هستند. برای نمونه، نسبتِ مردان به بانوان در میان پرستاران کانادا و ایالات متحده، یک به نوزده است. همچین نسبتی در دیگر کشورها هم برقرار است. به عنوان یک استثناء، بیشترِ پرستارانِ آفریقای فرانسوی‌زبان (Francophone Africa) مرد هستند. در کشورهای اروپایی‌ای مانند اسپانیا، پرتغال، چک و ایتالیا، بیش از ۲۰٪ پرستاران مرد هستند. در پادشاهی متحده، ۱۱ درصد از پرستاران و ماماهای ثبت نام کرده در شورای پرستاری و مامایی (NMC)، مرد هستند. شُمارِ پرستارانِ مرد در ایالات متحده بین سال‌های ۱۹۸۰ تا ۲۰۰۰، دو برابر شد. به‌طور متوسط، پرستارانِ مرد در ایالات متحده حقوق بیشتری نسبت به پرستاران بانو دریافت می‌کنند.

## نظریه و فرایند
فعالیتِ پرستاری، ارائهٔ واقعی مراقبت‌های پرستاری است. در ارائهٔ مراقبت، پرستاران یک «برنامهٔ مراقبتِ پرستاری» را اجرا می‌کنند که با استفاده از «فرایند پرستاری» تعریف شده است. فرایند پرستاری مبتنی بر یک نظریهٔ ویژه پرستاری است که بر اساس محیطِ مراقبت و جمعیتِ موردِ استفاده برگزیده می‌شود. در ارائه مراقبت پرستاری، پرستار از نظریهٔ پرستاری و بهترین عملکردِ برگرفته از پژوهش‌هایِ پرستاری بهره می‌برد. بسیاری از نظریه‌های پرستاری در حالِ استفاده هستند. مانند سایر رشته‌ها، این حرفه هم نظریه‌های متعددی را توسعه داده است که منعکس‌کنندهٔ باورها و پارادایم‌های فلسفی یا جهان‌بینی‌های مختلف است.
به‌طور کلی، فرایند پرستاری روشی است که برای ارزیابی و تشخیصِ نیازها، برنامه‌ریزی نتایج و مداخلات، اجرای مداخلات و ارزیابی پیامدها استفاده می‌شود. فرایند پرستاری همان‌طور که توسط انجمن پرستاران آمریکا تعریف شده است، از پنج مرحله تشکیل می‌شود: ۱-ارزیابی نخستین، ۲-اجرا، ۳-برنامه‌ریزی، ۴-تشخیص و ۵-ارزیابی پایانی.

## بسترهای مراقبت بهداشتی
بسترهایِ دیجیتالِ سلامت، پرستاران و دستیارپرستاران را به فرصت‌های شغلی در مراکز مراقبت‌های بهداشتی مانند خانه‌های سالمندان، آژانس‌های سلامت در خانه و بیمارستان‌ها متصل می‌کنند. بسترها نرم‌افزاری را برای تسهیل ارتباطات ارائه می‌دهند و به پرستاران اجازه می‌دهند تا فرصت‌های کاری را بر اساس ترجیحات خود بیابند. همچنین اینگونه، شرکای مراقبت‌های بهداشتی و امکانات از دسترسی به پرستاران واجد شرایط بهره‌مند می‌شوند. در سال ۲۰۱۷، سرویس بهداشت ملی بریتانیا آزمایش چنین بسترهایی را آغازید.

## پرستاری به مثابهٔ علم
مطالعهٔ مهمِ همه‌گیرشناسانهٔ فلورانس نایتینگل که مرگ و میر سربازان بریتانیایی در طول جنگ کریمه را بررسی می‌کرد در سال ۱۸۵۸ منتشر شد. به استثنای آثار او، آموزش و فعالیتِ پرستاری تا اواسط سدهٔ بیستم به عنوان یک سنتِ شفاهی باقی ماند. شماره افتتاحیه «Nursing Research»، نخستین مجلهٔ علمی-تخصصیِ پرستاری، در سال ۱۹۵۲ منتشر شد. در طول دهه ۱۹۶۰، علاقه به اخذ مدرک دکترا در میان پرستاران در ایالات متحده افزایش یافت، اما پرستاری به عنوان یک حوزه پژوهشیِ نوپا با مجلات اندکی تا دههٔ ۱۹۷۰ باقی ماند. هم‌اکنون «پژوهش پرستاری» اگر چه یک تعریف رایج ندارد اما به‌طور فزاینده‌ای به عنوان یک رشته معتبر ارائه می‌شود. این مسئله با تفاسیرِ متعدد از ماهیتِ پرستاری، پیچیده‌تر می‌شود.

### عملکردِ شاهدمحور (مبتنی بر شواهد)
حوزهٔ نوظهورِ پزشکیِ مبتنی بر شواهد در مورد پرستاری هم کاربرد دارد. موانع رایج در مطالعه و ادغامِ یافته‌های پژوهش درونِ فرایندِ تصمیم‌گیریِ بالینی عبارتند از: کمبود فرصت، بی‌تجربگی، و سرعت تُندِ انباشتِ شواهد.

## محدودهٔ فعالیت

### کمک‌های زندگی روزانه
پرستاران، مراقبت‌ها را برای پشتیبانی از فعالیت‌های زندگی روزمره (ADL) مدیریت و هماهنگ می‌کنند؛ مثلاً کمک به تحرک بیمار، مانند جابجایی بیمار ناتوانِ در تخت. آن‌ها اغلب چنین مراقبتهایی را به کمک‌پرستاران محول می‌کنند.

### دارودرمانی
«مدیریت دارویی» (Medication management) از نقش‌های مرسوم پرستاران در بیمارستان است هرچند اختیاراتِ فضاییِ نسخه‌نویسی، گوناگون اند. در برخی مواقع، پرستاران صرفاً داروهای تجویزی دیگران را به بیمار عَرضه می‌کنند. پرستاران، مسئولِ ارزیابی بیماران در طول مراقبت چه پیش از دریافت دارو و چه پس از آن هستند. پرستاران هم منهای پزشکان، مسئولِ دارویی که برای بیمار استفاده کرده‌اند هستند. گاهی میانِ تجویزکننده و پرستار، تعامل ایجاد می‌شود. پرستاران موظف به گزارشِ خطای احتمالی در نسخه محسوب می‌شوند. در ایالات متحده، پرستاران حق دارند از عَرضهٔ داروهایی که به نظر آنها بالقوه مضر هستند خودداری کنند. برخی از پرستاران آموزش‌های اضافی‌ای را می‌گذرانند که به آن‌ها امکان می‌دهد داروهایی را در محدوده فعالیت خود تجویز کنند.

### آموزش به بیمار (مددجو)
آموزش مؤثر به بیمار/خانواده به خروجی بهتری منتهی می‌شود. پرستاران بهبودی و روش و مراقبتِ مداوم را توضیح می‌دهند و در عین حال به همه کمک می‌کنند تا با وضعیت درمانی کنار بیایند.
بیشتر وقت‌ها سَرِ پرستاران شلوغ است و ایشان وقت اندکی برای آموزش به مددجو می‌گذارند.
خانوادهٔ بیمار هم به آموزش مشابهی نیازمند اند. آموزش همزمان به بیمار و خانواده‌اش، نتیجهٔ مطلوب‌تری را حاصل می‌کند.
پرستاران باید در حد فهم بیمار ارتباط بگیرند. فنون آموزشی شامل مکالمات، تصاویر، مطالبِ خواندنی و نمایش می‌شوند.

## تخصص‌ها

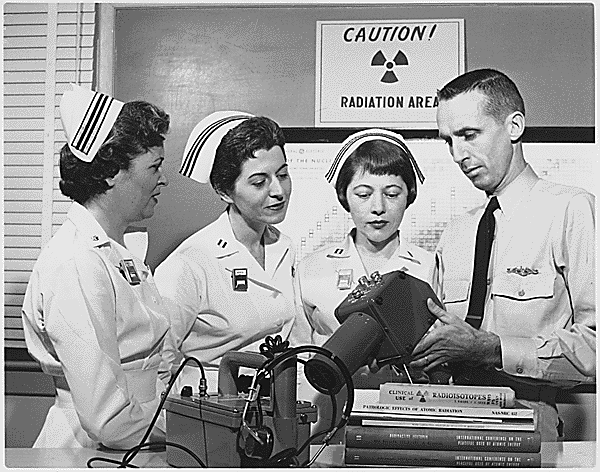
آموزش پرستاری هسته‌ای، ۱۹۵۸، مریلند

پرستاری، متنوع‌ترین حرفهٔ بهداشت و سلامت است. پرستاران در حوزه‌های گسترده‌ای فعالیت می‌کنند که اکثراً حولِ همان مراقبت از بیمار هستند:
- سلامتِ عمومی/جماعت‌ها
- مراقب خانوادگی/فردی
- پیری‌شناسیِ بزرگسالان (adult-gerontology)
- اطفال
- زایمان
- نوزادان
- سلامت زنان، جنسیت و سلامت
- سلامت روانی
- انفورماتیک پزشکی (سلامت الکترونیک)
- مراقبات حاد
- محیط‌های سرپایی (دفترهای پزشکی، مراکز مراقبت فوری، کمپ‌ها و…)
- درمانگاه‌های مدارس/دانشگاه‌ها
- نیروی نظامی
- پرستاری قلب
- پرستاری ارتوپدی
- مراقبت تسکینی
- پرستاری پس از عمل
- پرستاری سرطان
- پرستاری از راه دور
- رادیولوژی
- پرستاری اورژانس

پرستارانِ با مدارک اضافی، اجازه تخصص را می‌دهند. تخصص‌های پرستاری را می‌توان بر اساس نوع مراقبت، سن، جنسیت، گروه سنی خاص و محیط تمرین، به صورت جداگانه یا ترکیبی به دسته‌ها تقسیم کرد.

## محیط‌های کاری
پرستاران در طیف وسیعی از محیط‌ها از جمله بیمارستان‌ها، خانه‌های خصوصی، مدارس و شرکت‌های داروسازی فعالیت می‌کنند. پرستاران در محیط‌های بهداشت حرفه‌ای، کلینیک‌های مستقل، مطب‌های پزشک، کلینیک‌های تحت هدایت پرستار، مراکز مراقبت طولانی‌مدت و کمپ‌ها کار می‌کنند. آنها روی کشتی‌های کروز، پایگاه‌های نظامی و در محیط‌های جنگی هم کار می‌کنند.

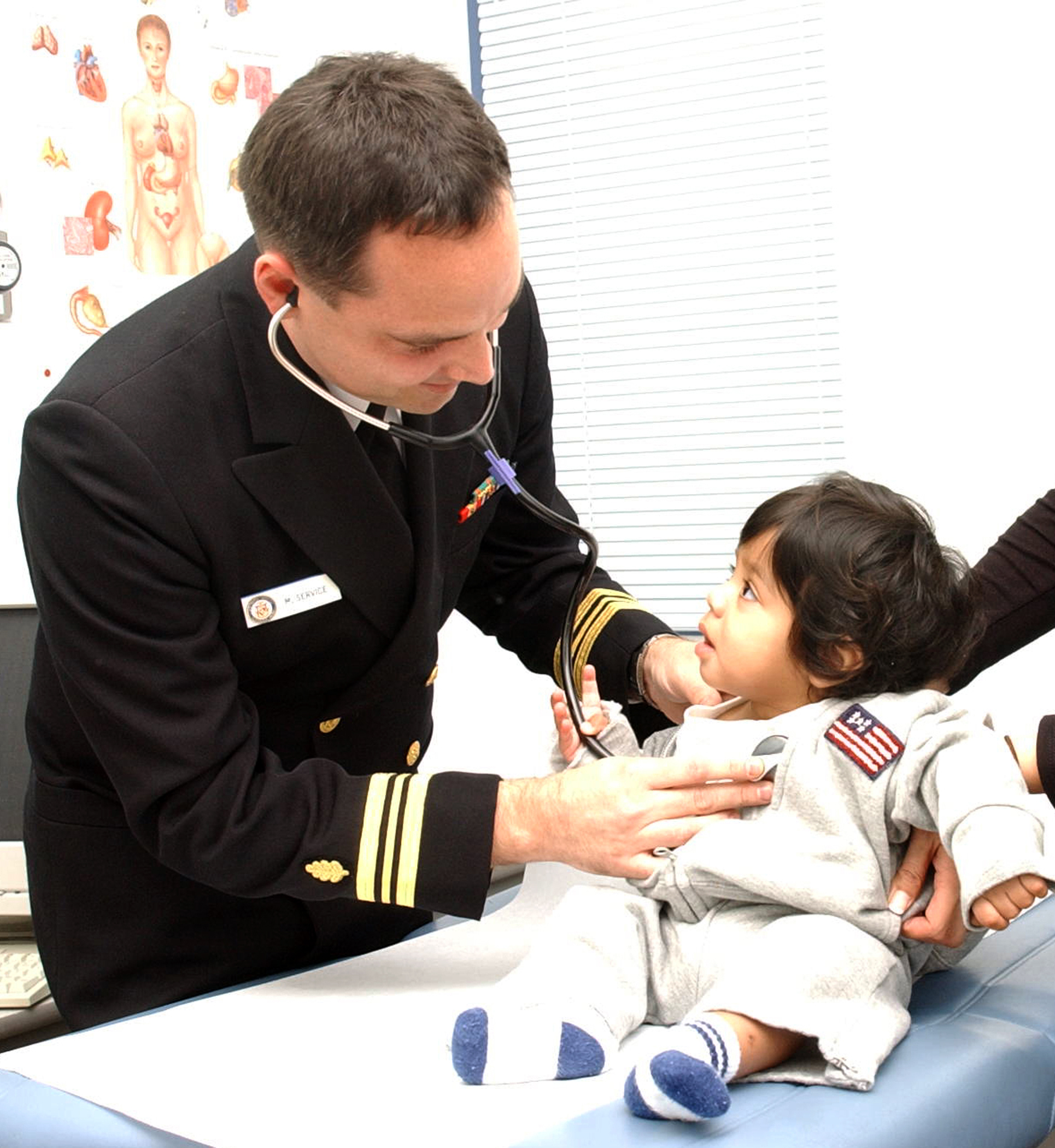
یک پرستار نظامی (نیروی دریایی آمریکا)

پرستاران می‌توانند به عنوان مشاور در صنایع مراقبت‌های بهداشتی و بیمه‌ها عمل بکنند. بیشترِ پرستاران در پشتیبانی از سلامتِ بیمار کار می‌کنند و در حوزه‌های بالینی و اداری یاری می‌رسانند. برخی وکیل هستند و برخی دیگر به عنوان مشاور پرستار قانونی با وکلای دادگستری کار می. کنند و سوابق بیماران را می‌بَررِسَند تا اطمینان حاصل کنند که مراقبات کافی برایشان ارائه شده است و در دادگاه شهادت می‌دهند.
پرستاران می‌توانند به صورت موقت مانند انجام شیفت‌های بدون قرارداد در محیط‌های مختلف کار کنند که گاهی به عنوان پرستاری روزانه، پرستاری آژانس یا پرستاری مسافرتی شناخته می‌شود. پرستاران به عنوان پژوهشگر در آزمایشگاه‌ها، دانشگاه‌ها و موسسات پژوهشی کار می‌کنند. پرستاران در انفورماتیک پزشکی کار می‌کنند و به عنوان مشاور برای ایجاد برنامه‌های ترسیمِ رایانه‌ای و سایر نرم‌افزارها فعالیت دارند. پرستارانِ نویسنده هم مقالات و کتاب‌هایی مربوط به حوزهٔ خود منتشر می‌کنند.

## خطرات شغلی
کمبود بین‌المللی پرستاری تا حدی به دلیل محیط کار ایشان است. در بررسی‌های اخیر مشخص شد که پرستاران در شرایط محیطیِ به‌طور کلی بَد، کار می‌کنند. برخی از حوزه‌های قضایی دارای قوانینی هستند که نسبت‌های مشخصی برای نسبتِ شمارِ پرستاران به شمارِ بیماران تعیین می‌کنند.
ماهیتِ تُند و پیش‌بینی‌ناپذیرِ مراقبت‌های بهداشتی، پرستاران را در معرض آسیب‌ها و بیماری‌ها، از جمله استرس شغلی بالا قرار می‌دهد. پرستاران به‌طور مداوم استرس را به عنوان یک نگرانیِ عمدهٔ مرتبط با کار شناسایی می‌کنند و در بین تمام حرفه‌ها دارای بالاترین سطح استرس شغلی هستند. این استرس، ناشی از محیط، عوامل استرس‌زای روانی-اجتماعی و اقتضائاتِ پرستاری مانندِ تسلط بر فناوری جدید، کار عاطفی، کار فیزیکی، نوبت کاری و حجم کاری زیاد است. این استرس، پرستاران را در معرض خطر مشکلات سلامتی کوتاه‌مدت و بلندمدت همچون اختلالات خواب، افسردگی، مرگ‌ومیر، اختلالات روان‌پزشکی، بیماری‌های مرتبط با استرس و به‌طور کلی سطحِ سلامت ضعیف قرار می‌دهد. پرستاران در معرض خطر ابتلا به خستگی شفقت و ناراحتی اخلاقی هستند که می‌تواند به سلامت روانشان آسیب برساند. آن‌ها دارای میزان بالایی از فرسودگی شغلی (۴۰٪) و خستگی عاطفی (۴۳/۲٪) هستند. این فرسودگی شغلی، خطر ابتلا به بیماری، خطای پزشکی و ارائه مراقبت‌های نابهینه را افزایش می‌دهد.

### رسیدگی به بیمار
مراقبت‌های سلامت همچنان با قوت میانِ صنایعِ پرخطر از لحاظ جراحات ماهیچه‌ای-استخوانی‌ای آن هم در فرایندهای مربوط به رسیدگی به بیمار محسوب می‌شود. ۳۰ تا ۷۰درصدِ جراحات گزارش‌شده از نوع نام‌برده، مربوط به رسیدگی به بیمار اند. پرستاران به‌طور معمول موظف به جابه‌جایی و بلندکردنِ بیماران هستند. «بنیاد ملی سلامت و امنیت شغلیِ» آمریکا می‌گوید بزرگ‌ترین عامل آسیب‌های ناشی از فشارِ بیش از حد، بلندکردن دستی و جابجایی بیماران است. این وظایف، خطرات ارگونومیکِ منحصربه‌فردی را به همراه دارند که منجر به میزان بالایی از آسیب‌های ماهیچه‌ای-استخوانیِ حاد و متراکم می‌شوند.
پرستاران به‌طور سنتی فنون رسیدگیِ دستی به بیمار را اجرا می‌کنند (مثلا بیماران را با دست و بی‌توجه به اصول ارگونومیک جابه‌جا می‌کنند) اما مطالعات نشان داده‌اند که اینگونه‌ مداخله، ناکارآمد است.

### خشونت محیط کار
پرستاران در معرض خشونت و بدرفتاری کاری هستند. خشونت غالباً توسط مراجعان (همراهان بیمار و…) بُروز می‌یابد و بدرفتاری را خود پرسنل انجام می‌دهند. در ایالات متحده در سال ۲۰۱۱، ۵۷٪ پرستاران گزارش کردند که در محیط کاری تهدید شده‌اند و ۱۷٪شان به زدوخوردِ فیزیکی کشیده شده بوده‌اند.
سه نوع خشونت کاری‌ای که پرستاران در معرضشان هستند عبارت اند از: خشونت فیزیکی (ضربه زدن، لگد زدن، کوفتن، مشت‌زدن، گازگرفتن و استفاده از اشیا)، خشونتِ روحی-روانی (قهر و تهدید و اجبار) و خشونت جنسی (تلاش برایِ یا انجامِ فعالیت جنسیِ بی‌توافق).
خشونت کاری می‌تواند به شکلِ خشونتِ میان‌فردی و اجبار سازمانی هم بروز یابد. خشونت میان‌فردی میانِ کارکنان یا بیماران و خانواده‌هایشان انجام می‌پذیرد. غالب‌ترین دیسِ (فُرمِ) این خشونت، درگیری زبانی (لَفّاظی) است. اجبار سازمانی ممکن است شامل حجم کاری بیش از حد، شیفت‌های اجباری، استقرار غیرِ ارادی در قسمت دیگری از محل کار، حقوق کم، محرومیت از مزایا/اضافه‌کاری، محیط کاریِ نامناسب و سایر عوامل استرس‌زا باشد. این مسائل بر کیفیت زندگی تأثیر می‌گذارند. مدیرانی که درک درستی از شدت این مشکلات ندارند و از کارکنان پشتیبانی نمی‌کنند، استرس کارکنان را افزایش می‌دهند.
عوامل بسیاری در ایجاد خشونت در محل کار نقش دارند. این عوامل را می‌توان به عوامل محیطی، سازمانی و روانی-اجتماعی-فردی تقسیم کرد. عوامل محیطی می‌توانند شامل محیط‌های خاص (به عنوان مثال بخش اورژانس)، زمان انتظار طولانیِ بیمار، وقفه‌های مکرر، عدم اطمینان در مورد درمانِ بیماران، و حجم کاریِ سنگین باشند. عوامل سازمانی می‌تواند شامل کار گروهیِ ناکارآمد، بی‌عدالتیِ سازمانی، فقدان برنامه‌های مدیریتِ پرخاشگری و استرس و بی‌اعتمادی میانِ همکاران باشند. عوامل روانی-اجتماعی-فردی شاید شامل جوانی و بی‌تجربگیِ پرستاران، تجارب پیشینِ خشن و فقدان مهارت‌های ارتباطی باشند. همچنین ممکن است سوءتفاهم به دلیل مانع ارتباطی میانِ پرستاران و بیماران رخ دهد. یک مثال از این می‌تواند تحتِ تأثیر دارو، درد یا اضطرابْ قرارگرفتنِ بیمار باشد.
خشونت کاری دلایل فراوانی دارد. شایع‌ترین عاملان آزار و اذیت یا قلدری برای دانشجویان پرستاری، پرستارانِ ثبت نام شده از جمله مربیان و تسهیل‌گران بالینی هستند. با این حال، عاملِ اصلی خشونت در محیطِ کار علیه پرستاران، بیماران بودند. ۸۰ درصد از حوادث خشونت‌آمیزِ جدی در مراکز بهداشتی-درمانی توسطِ بیماران بوده‌اند.
خشونت در محل کار اثرات زیادی دارد. تأثیرات منفی روحی و جسمی بر پرستاران دارد. آنها احساس مسخِ شخصیت، غیرانسانی شدن، فرسودگی و استرس می‌کنند. پرستاران، فرسودگی شغلی را به دلیل قرارگرفتنِ مکرر در معرض این خشونت گزارش کرده‌اند.

### مداخلات
مداخلات می‌توانند این خطراتِ شغلی را کاهش دهد. مداخلات می‌توانند متمرکز بر فرد یا سازمان باشند. مداخلاتِ متمرکز بر فرد شامل برنامه‌های مدیریت استرس اند که می‌توانند برای افراد، سفارشی شوند. برنامه‌های مدیریت استرس می‌توانند اضطراب، اختلالات خواب و سایر علائم استرس را کاهش دهند. مداخلات سازمانی بر کاهش جنبه‌های استرس‌زای محیط کار با شناسایی عوامل استرس‌زا و ایجاد راه حل‌هایی برای آنها تمرکز دارد. ترکیب مداخلات سازمانی و فردی بیشترین تأثیر را در کاهش استرس دارد. در برخی از بیمارستان‌های ژاپن، از پیرااسکلت‌های برقی برای کاهش بار فیزیکی استفاده می‌شود و کمربندهای مشابهی هم ساخته شده‌اند.

## نگارخانه

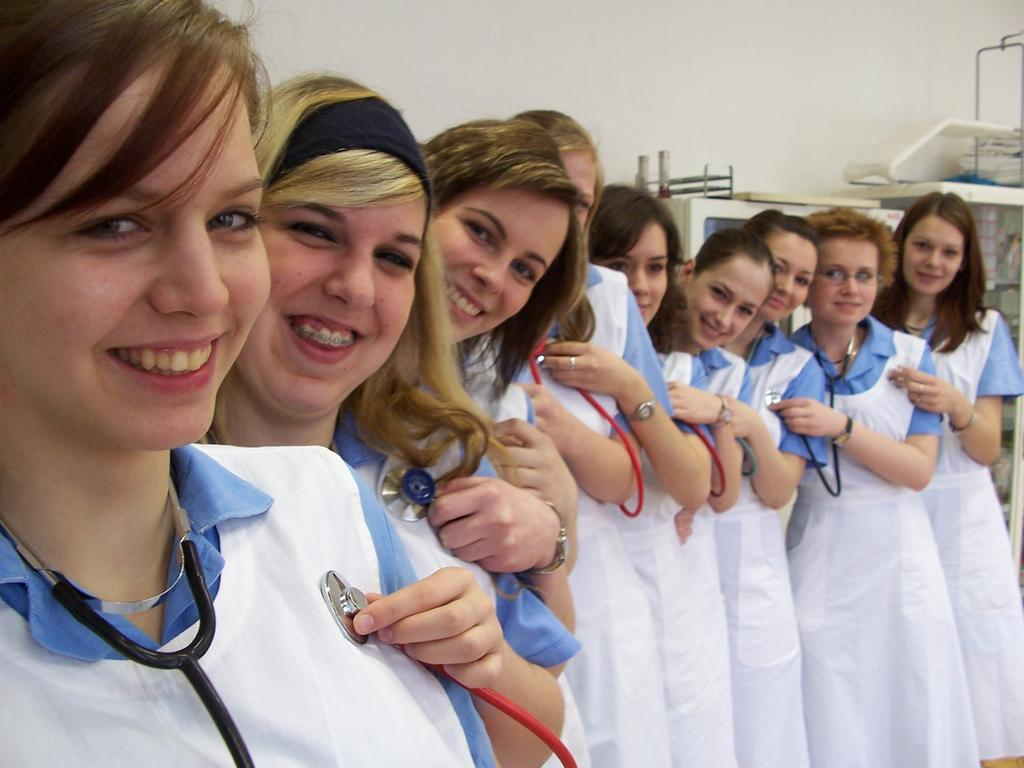
دانشجویان پرستاری جمهوری چک

### کتاب‌ها
- Alligood, Martha Raile, ed. (2010). Nursing Theory: Utilization & Application (4th ed.). St. Louis: Mosby/Elsevier. ISBN 978-0-323-05640-3.
- Balzer-Riley, Julia W. (2012). Communication in Nursing (7th ed.). St. Louis, Mo.: Mosby/Elsevier. ISBN 978-0-323-08334-8.
- Boswell, Carol; Cannon, Sharon, eds. (2014). Introduction to Nursing Research: Incorporating Evidence-based Practice (3rd ed.). Burlington, MA: Jones & Bartlett Learning. ISBN 978-1-4496-8196-8.
- Eliopoulos, Charlotte (2010). Gerontological Nursing (7th ed.). Philadelphia: Wolters Kluwer Health/Lippincott Williams & Wilkins. ISBN 978-0-7817-5344-9. OCLC 265657164.
- Joyce Newman, Giger, ed. (2017). Transcultural Nursing: Assessment & Intervention (به eng) (7th ed.). St. Louis, Missouri: Mosby/Elsevier. ISBN 978-0-323-39992-0.{{cite book}}:  نگهداری یادکرد:زبان ناشناخته (link)
- Muñoz, Cora C.; Luckmann, Joan (2005). Transcultural Communication in Nursing (2nd ed.). Clifton Park, NY: Thomson/Delmar Learning. ISBN 978-0-7668-4877-1.

### مقالات
- Fawcett, Jacqueline; Watson, Jean; Neuman, Betty; Walker, Patricia Hinton; Fitzpatrick, Joyce J. (2001). "On Nursing Theories and Evidence". Journal of Nursing Scholarship. 33 (2): 115–119. doi:10.1111/j.1547-5069.2001.00115.x. ISSN 1527-6546. PMID 11419305.
- Hosseinzadeh Siboni, Fatemeh; Behboudi, Faezeh; Mohebbi, Kasra; Majidi, Soheila; Yaghobi, Yasaman; Carroll, Karen (2023). "Virginia Henderson's Writings on the Nature of Nursing: An Exemplar of Nursing Practice". Nursing Science Quarterly. 36 (2): 134–138. doi:10.1177/08943184221150255. ISSN 0894-3184. PMID 36994952.
- Manhart Barrett, Elizabeth Ann (2002). "What is nursing science?". Nursing Science Quarterly. 15 (1): 51–60. doi:10.1177/089431840201500109. ISSN 0894-3184. PMID 11873474.
- Manhart Barrett, Elizabeth Ann (2017). "Again, What Is Nursing Science?". Nursing Science Quarterly. 30 (2): 129–133. doi:10.1177/0894318417693313. PMID 28899250.
- Mulhall, Anne (1998). "Nursing, research, and the evidence". Evidence-Based Nursing (به انگلیسی). 1 (1): 4–6. doi:10.1136/ebn.1.1.4. ISSN 1367-6539.
- Newman, M. A.; Sime, A. M.; Corcoran-Perry, S. A. (1991). "The focus of the discipline of nursing". ANS. Advances in Nursing Science. 14 (1): 1–6. doi:10.1097/00012272-199109000-00002. ISSN 0161-9268. PMID 1819254.
- Ross, Linda A. (1994). "Spiritual aspects of nursing". Journal of Advanced Nursing (به انگلیسی). 19 (3): 439–447. doi:10.1111/j.1365-2648.1994.tb01105.x. ISSN 0309-2402. PMID 8014303.
- Steinbrook, Robert (2002). "Nursing in the Crossfire". New England Journal of Medicine (به انگلیسی). 346 (22): 1757–1766. doi:10.1056/NEJM200205303462225. ISSN 0028-4793. PMID 12037165.
- Watson, Jean (2021). "Watson's View of Nursing Science Quarterly's 35th Anniversary". Nursing Science Quarterly. 35 (1): 67–69. doi:10.1177/08943184211051366. ISSN 0894-3184. PMID 34939483.